# Jack Bilbo
Jack Bilbo (eigentlich Hugo Cyrill Kulp Baruch; * 13. April 1907 in Berlin; † 19. Dezember 1967 ebenda) war ein deutscher Schriftsteller, Maler, Zeichner, Galerist, Gelegenheitsarbeiter, Schiffsjunge, Kapitän, Abenteurer, Lebenskünstler und Bohemien jüdischer Herkunft.

## Leben
Er war 1930 Mitbegründer des Kampfbundes gegen den Faschismus und wurde von den Nationalsozialisten als Antifaschist und Jude verfolgt.

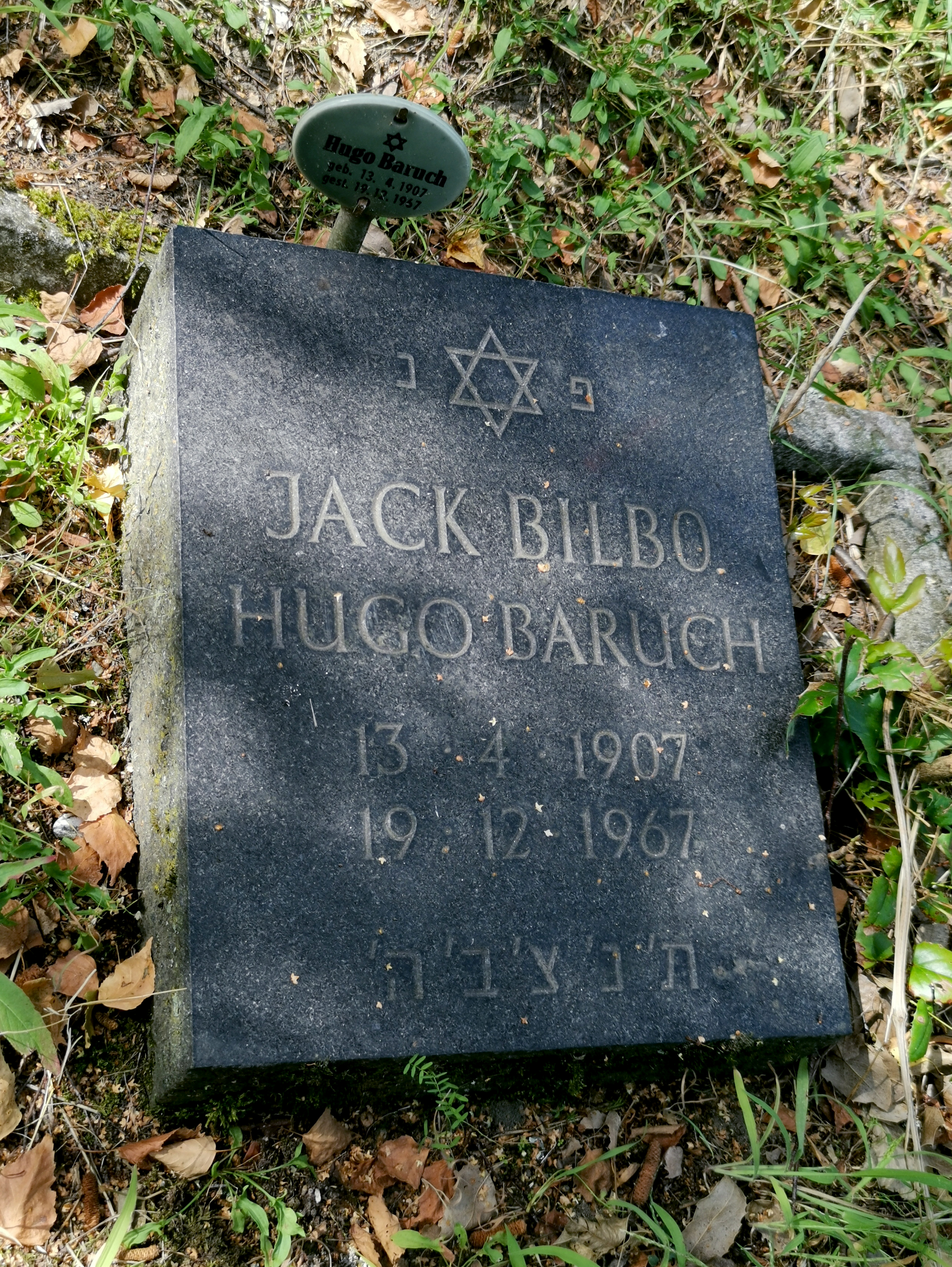
Grab auf dem Jüdischen Friedhof Heerstraße in Berlin-Westend (Feld U H II.2)

1933 gelang ihm, nach Haft und Folterung, die Flucht über Frankreich (1935 Mitarbeit an der Pariser Zeitschrift Voilà) ins spanische Exil, zunächst nach Mallorca, wo er in Cala Rajada die Bar Wikiki betrieb. Später lebte er in Barcelona, wo er die „SOS-Bar“ eröffnete. Er beteiligte sich auf Seiten der Anarchisten am Spanischen Bürgerkrieg. Nachdem dieser mit einer Niederlage der republikanischen Kräfte geendet hatte, gelang Bilbo die Flucht nach London. Hier hielt er sich von 1936 bis 1949 auf und begann eine Karriere als Maler (zuerst naive Zeichnungen und Gemälde), verlegte autobiografische, humoristische Texte mit eigenen Illustrationen und verfasste Kunstbücher zur französischen Malerei und Plastik.
Bilbo wurde am 28. Mai 1938 aus Deutschland ausgebürgert (Liste 48, Nr. 2). Dennoch wurde er zu Beginn des Zweiten Weltkriegs für einige Monate interniert, unter anderem auf der Isle of Man. Dort wird er vom Lagerkommandanten nach einer Auseinandersetzung um seine Identität schließlich zum Pionier ernannt und frei gelassen. Nach der Entlassung eröffnete er im Oktober 1941, mitten im Krieg, zusammen mit seiner Frau die Modern Art Gallery in der Baker Street. Diese wurde schnell zu einem bekannten Treffpunkt für Ausstellungen, Diskussionen und Lesungen, zu deren engerem Kreis bald Kurt Schwitters, Hein Heckroth und Jankel Adler gehörten. Neben einer Ausstellung, die allein Kunstwerke aus Müll darstellte, veranstaltete die Modern Art Gallery die erste Ausstellung nur für Künstlerinnen. Als die Räumlichkeiten zu eng wurden, bezog sie neue Räume in der Charles III Street. Nach dem Krieg zog Bilbo nach Weybridge und eröffnete dort wiederum eine Galerie.
Seit 1949 bereiste er Frankreich (dort auch Tätigkeit als Gastwirt) und fasste in den 1950er-Jahren den Entschluss, zusammen mit seiner Frau wieder zurück nach Berlin, in seine Geburtsstadt, zu ziehen. Dort war er in Berlin-Charlottenburg am Olivaer Platz als Kneipier tätig („Käpt’n Bilbos Hafenspelunke“) und weithin bekannt als großer Fabulierer und Geschichtenerzähler.
In den 1960er Jahren betrieb er in der Schöneberger Meraner Straße einen Kuriositätenladen. Die Urne mit der Asche Jack Bilbos, Ehrenbürger von Berlin-Schöneberg, wurde auf dem Jüdischen Friedhof Heerstraße in Berlin versenkt.
Die Namenskreation Jack Bilbo kommt das Jack von Jack London und Bilbo von der baskischen Bezeichnung der Stadt Bilbao.

## Familie
Seine Eltern waren der Theaterunternehmer Bruno Baruch (1872–1935) und die zur britischen Geldaristokratie gehörende Marguerite Frederica Beatrice Baruch, geb. Tuchmann-Turner, auch Daisy Baruch genannt, geboren 1883 in London. Er wurde nach seinem Großvater Hugo benannt, ein Kölner Schneider, welcher 1890 mit Frau und seinen Söhnen Richard, Bruno und Erwin und dem 1887 gegründeten Unternehmen Hugo Baruch & Cie., spezialisiert auf die Ausstattung von Bühnen und Inszenierungen, nach Berlin gezogen war. Nach der Scheidung der Eltern fühlte er sich dem Vater verbunden, wuchs aber bei der Mutter auf. Seinen Vater hielt er für einen eleganten Herrn, der sich an Theatern und Banken finanziell beteiligte und Spielklubs besaß, die er selbst gern besuchte. 1935 emigrierte der Vater Bruno Baruch nach Spanien, wo sein Sohn Hugo bereits lebte, und beging in Sitges Suizid. Hugos Mutter, psychisch krank durch zu hohen Morphiumkonsum und zuletzt wohnhaft in Berlin in der Heil- und Pflegeanstalt Wuhlgarten und der Städtischen Heil- und Pflegeanstalt Herzberge, wurde deportiert im Juli 1940 und in der Tötungsanstalt Brandenburg an der Havel ermordet.

## Werke/Ausstellungen
- Ein Mensch wird Verbrecher. Die Aufzeichnungen des Leibgardisten von Al Capone, Universitas, Berlin 1932
- Chicago -- Schanghai. Gangster in besonderer Verwendung, Universitas, Berlin 1932
- I Can’t Escape Adventure, Cresset Press, London 1937
- You under the Magnifying Glass. 20 Human and Humorous Drawings, Modern Art Gallery, London 1944
- The Moderns. Past – Present – Future, Modern Art Gallery, London 1945
- Picasso: Thirty Important Paintings from 1904 to 1943, Modern Art Gallery, London 1945
- Out of My Mind: Strange Stories, Modern Art Gallery 1946 (deutsch: Das geheime Kabinett der sonderbaren und grauenvollen Geschichten. Eröffnet und preisgegeben von Bilbo (mit 8 Illustrationen vom Autor)), München, Esslingen 1965
- Toulouse-Lautrec and Steinlen, Modern Art Gallery, London 1946
- Famous Nudes by Famous Artists, Modern Art Gallery 1946
- An Autobiography. The First Forty Years of the Complete and Intimate Life Story of an Artist, Author, Sculptor, Art Dealer, Philosopher, Psychologist, Traveller, and a Modernist Fighter for Humanity, London: The Modern Art Gallery 1948; deutsche Ausgabe unter dem Titel: Rebell aus Leidenschaft. Abenteurer, Maler, Philosoph, Herrenalb 1963; außerdem mit verändertem Untertitel und mit einer Einleitung von Henry Miller, München 1969
- Das geheime Kabinett der sonderbaren und grausenvollen Geschichten eröffnet und preisgegeben von Bilbo. Bechtle Verlag, München 1965
- Exposition Jack Bilbo – Daniel Richter im Atelier Liebermann. Hg. Stiftung Brandenburger Tor. Verlag Buchhandlung Walther König, Köln 2017[7]